# Карасёв, Сергей Тимофеевич
Сергей Тимофеевич Карасёв (2 (15) июля 1907 — 2 мая 1944) — лейтенант Рабоче-крестьянской Красной Армии, участник Великой Отечественной войны, Герой Советского Союза (1943).

## Биография
Сергей Карасёв родился 2 (15) июля 1907 года в селе Нижнее Хорошово (ныне — Коломенский район Московской области). Получил неполное среднее образование, после чего заведовал гаражом в Москве. В 1929—1931 годах Карасёв проходил службу в Рабоче-крестьянской Красной армии. В 1941 году он повторно был призван в армию. С июня того же года — на фронтах Великой Отечественной войны. В 1942 году Карасёв окончил курсы младших лейтенантов. К октябрю 1943 года лейтенант Сергей Карасёв командовал пулемётным взводом 223-го стрелкового полка 53-й стрелковой дивизии 7-й гвардейской армии Степного фронта. Отличился во время битвы за Днепр.
3 октября 1943 года Карасёв со своим взводом участвовал в боях на плацдарме на западном берегу Днепра в районе села Бородаевка Верхнеднепровского района Днепропетровской области Украинской ССР. В тех боях бойцы его взвода уничтожили более 200 солдат и офицеров противника, защитили переправляющиеся подразделения полка от воздушного нападения.
Указом Президиума Верховного Совета СССР от 20 декабря 1943 года за «образцовое выполнение боевых заданий командования на фронте борьбы с немецкими захватчиками и проявленные при этом мужество и героизм» лейтенант Сергей Карасёв был удостоен высокого звания Героя Советского Союза с вручением ордена Ленина и медали «Золотая Звезда» за номером 1435.
2 мая 1944 года Карасёв погиб в бою на территории Молдавской ССР. Похоронен в братской могиле в городе Бельцы.
Был также награждён орденом Красного Знамени.
В честь Карасёва установлен его бюст в Коломне и обелиск в Бельцах.